# وایلد ترکی
وایلد ترکی (به انگلیسی: Wild Turkey) یک نوع ویسکی بوربن کنتاکی است که در مجموعه وایلد ترکی که زیر مجموعه گروه کامپاری است، تقطیر و بسته‌بندی می‌شود.
مجموعه کارخانه وایلد ترکی در لارنسبرگ، کنتاکی قرار دارد که انواع ویسکی آمریکایی را تولید می‌کند.